# 高田渡
高田 渡（たかだ わたる、1949年〈昭和24年〉1月1日 - 2005年〈平成17年〉4月16日）は、日本のフォークシンガー。
使用楽器はギター、マンドリン、オートハープ。1969年以降の関西フォークムーブメントの中心人物として活躍した。息子の高田漣もミュージシャンとして活躍する。

## 人物
岐阜県北方町出身、祖父は篤志家として知られ、材木商を営む資産家だったが、美濃の大震災や株の失敗で財を失う。渡は4人兄弟の末子として生まれるが、8歳のときに母が死去。父、高田豊は息子たちを連れて東京へ宛てなく旅立ち、東京都深川の援護施設やアパートで貧困生活を送る。のちに三鷹に落ち着くが、早くに父も亡くなる。中卒であかつき印刷に就職、佐賀県鹿島市の親戚の家での生活、新宿での一人暮らし、東京都立市ヶ谷商業高等学校夜間部への通学などを経て、フォークシンガーとなる。
ごく初期の頃は詩作もしたが、次第に山之口貘、金子光晴、草野心平、石原吉郎らの現代詩をアメリカの曲にのせる手法を採るようになった。また、添田唖蝉坊や添田知道の明治演歌を自己流に作品化している。「大・ダイジェスト盤 三億円強奪事件の唄」や「自衛隊に入ろう」「東京フォークゲリラの諸君達を語る」「事だよ」など、時事の話題を辛辣に滑稽に取り上げ、皮肉たっぷりの作風は大いに客を惹きつけた。自衛隊は一時、「自衛隊に入ろう」を、本当に自衛隊への入隊を勧誘していると勘違いしていた。しかし時事的で直接的な表現による曲は次第に歌わなくなった。その後は「正面切って自分の主張をぶつけるよりも、自分の日常生活をそのまま歌うことが最高のプロテストソングではないか」と考えるようになり、「生活の柄」「夕暮れ」「仕事さがし」などの楽曲が生まれている。
吃音があり、幼少期は声が自然に出てこなかったが、歌うことにより克服した。また少年期からいくつかの持病があり、病院に通っていた。「人間は、なにかコンプレックスがあると、ほかの方法でそれを乗り越えようとする。その方法というのが僕にとっては歌だったのかもしれない」と著書で語っている。決して偉ぶらず、対等な関係を維持していた。ゆえに高田を師と慕う者は、同時に友人であるとも語る。
ギター演奏の名手であり、マンドリンやバンジョー、オートハープまで弾きこなすが、演奏する楽器の音は、あくまで歌の伴奏であるべきと考えていた。自らが決して恵まれない境遇から出発した人生であり、また覚悟を決めたアーティスト活動だったこともあり、岩井宏や早川義夫など、途中で音楽活動を引退しようとした仲間には、「いま辞めるのは卑怯だ」と喝破した。
加川良は「下宿屋」という曲で、高田の理念や信念を題材として採り上げている。遠藤賢司は自身のブログで、晩年の高田が酒を飲んでステージ上で寝てしまうエピソードを面白半分に採り上げられたことは残念であると綴っている。

## 経歴

### 少年時代
1949年、岐阜県本巣郡北方町で生まれる。
1957年、闘病中の母が永眠し、父・高田豊は屋敷を畳み、四人の息子たちを連れて宛てなく東京へ向かう。貧困生活の中、住処を転々とする。
1958年、深川の生活困窮者施設に暮らす。
1959年、豊と兄の努力によって生活保護から自立し、同じく深川のアパートに引っ越す。
1962年、高田家が三鷹に引っ越す。ここが豊にとっての終の住処となり、渡が京都時代を経て再び戻ってくるホームタウンとなる。
1964年、中卒後、あかつき印刷に文選工として就職。民青に所属。社内のバンドでウクレレ担当となり、これが初めて弾いた楽器であった。ソ連に行きたいと考え、日ソ学院に通い、ロシア語を学ぶ。
1966年、音楽評論家の三橋一夫からアメリカ民謡や明治演歌についての教えを受ける。アメリカでフォークソングの勉強をしようと考え、ピート・シーガーに手紙を送り、返事をもらう。その他にも灰田勝彦のバンジョー教室に通ったり、うたごえ喫茶「灯火」で上條恒彦から歌唱指導を受けたりと、着々とフォークシンガーへの道を歩んでいく。当時、高田は「マイフレンド」というノートを唯一の友として、ノートに話しかけるかたちで日記や詩や音楽への考えなどを綴っていた。このノートは、2015年に息子の漣の編集によって出版された。

### 新宿時代
1967年、父・豊が永眠。両親を喪くし、佐賀の親戚の家に引越した高田は、高校に通いながらフォークシンガーになるための勉強を続けるが、数ヶ月で東京に戻ってくる。新宿若松町で一人暮らしを始め、昼はアルバイト、夜は市ヶ谷商業高校定時制に通いながら、曲作りの日々を送る。ピート・シーガーから再び手紙をもらい、来日した際に面会し、コンサートの招待券を受け取る。
1968年、四谷の野村ビル会議室で初めてフォークシンガーとして歌う。菅沼宏、遠藤賢司、南正人、金子章平（後に音楽プロデューサーとして活動）、真崎義博（ボロディラン）らと東京でアマチュアシンガーの集団「アゴラ」として活動。東京ではまだモダン・フォークのPPM、ブラザーズ・フォアなどをそのまま英語コピーしたカレッジ・フォークが主流の頃、路上や反戦集会で歌を歌っていた彼らは日本語で歌うことを意識して活動していた。同年5月には第1回コンサートを開く。その後、遠藤賢司と高石事務所へ。第3回関西フォークキャンプ（8月9日-11日、京都・山崎「宝寺」）に参加。「自衛隊に入ろう」や「事だよ」を歌い、観客に衝撃を与える。

### 京都時代
1969年、フォークソングの潮流の源であった関西に拠点を移す。高石事務所に所属し、京都山科の下宿で暮らす。高石ともや、岡林信康、中川五郎、早川義夫、加川良、岩井宏、ひがしのひとし、古川豪、藤村直樹らと関西フォーク・ムーブメントの中心的存在となる。しかし、カテゴライズされることを嫌い、まったく独自の存在感と主張を貫いた。
高石事務所が運営するURCレコードから五つの赤い風船とのカップリングアルバムでレコードデビュー。そのほか、LPは『汽車が田舎を通るそのとき』、シングルは「大・ダイジェスト版 三億円強奪事件の唄」「転身」「自衛隊に入ろう」と、通算2枚のLPと3枚のシングル盤をリリースし、ライブ活動の仕事も潤沢にあったが、事務所の不正が発覚した際、抗議して契約解除になる。これは高田本人への不正ではなく、五つの赤い風船へのギャラのダンピングであった。フリーになると仕事は激減したが、しばらく京都でアルバイトをしながら活動する。翌年、高石事務所は音楽舎となる。
1970年、第2回全日本フォークジャンボリーでは、ヒッチハイクで東京に来たブルースシンガーのシバや、アート音楽出版にいた加川良をステージに上げ、二人のデビューを手伝っている。このとき、キングレコードの三浦光紀と出会い、東京での再出発に繋がる。

### 1970年代
1971年、京都で結婚した妻とともに、父親の終の住処であった東京の三鷹に戻る。キングレコードが新たにつくったレーベルであるベルウッド・レコードから、『ファーストアルバム ごあいさつ』をリリース。また、URCからはお年玉規格シングルとして、西岡たかしとのカップリングで「大ダイジェスト版 三億円強奪事件の唄」の実況録音版を再発表。
シバの紹介で、吉祥寺のカフェ、ぐゎらん堂に入り浸るようになり、友部正人、佐藤GWAN博、林ヒロシ、林亭（佐久間順平・大江田信）らとともに「吉祥寺派フォーク」と呼ばれ、その親分肌の性格から中心人物となる。ぐゎらん堂には、青林堂の初代社長、長井勝一や、詩人の金子光晴も店を訪れている。
1971年の第3回全日本フォークジャンボリーに、ジャグ・バンド「武蔵野タンポポ団」として出演。シバ、中川イサト、山本コウタローらが参加。一度限りの結成のつもりだったが人気に火がつき、その後も旅回りをする。ライブ録音は、『武蔵野タンポポ団の伝説』『もうひとつの伝説』としてベルウッドからリリース。またこのとき、ジャンボリー会場の脇で歌っていたいとうたかおを加川良が見出し、高田に紹介。いとうたかおのデビューに繋がる。
1972年、『系図』では、武蔵野タンポポ団とともにレコーディング。いとうたかおの「あしたはきっと」が収録される。23歳の高田らを撮影したドキュメンタリー映画「吉祥寺発 赤い電車」公開。
1973年、薗田憲一（薗田憲一とディキシーキングス）、柳田ヒロとともに『石』をリリース。
1974年、加川のアルバム『アウト・オブ・マインド』の「子守唄を歌えない親父達のために」にボーカルで参加。
1975年、細野晴臣、中川イサトとのトリオ編成でロサンゼルスで録音。現地で偶然出会ったヴァン・ダイク・パークスや山岸潤史も参加。
1976年、細野、中川らと前年に録音した『FISHIN' ON SUNDAY』をリリース。佐久間順平、テナーバンジョーの小林清、ベースの大庭昌浩との四人編成で活動を始める。なぎら健壱の『さすらいのばくち打ち』『永遠の絆 なぎらけんいちリサイタル LIVE AT 日本青年館』に参加。春一番コンサート、ホーボーズコンサートなどに参加。
1977年、佐久間順平らとのバンドを「ヒルトップ・ストリングスバンド」と命名。フォーライフ・レコードから、小室等のプロデュースにより、『ヴァーボン・ストリート・ブルース』をリリース。

### 1980年代
1983年、『ねこのねごと』をリリース。
1986年、ヨーロッパに四十日間ほど旅をする。
1989年、第四回全日本フォークジャンボリーが開催され、アンジー、有頂天、ラフィンノーズらと共演。若い世代の観客たちが唯一、高田にアンコールを求めた。
1980年代には、黎明期から活動しているフォークシンガーの多くは仕事が激減し、副業を持ったりして当座をしのいだ。高田渡も一時、築地の魚市場で働いていた。

### 1990年代
1991年、大西功一監督の映画「吉祥寺夢影」に主人公の父親役で出演。
1993年、鈴木慶一のプロデュースにより、アルバム『渡』をリリース。10年ぶりのアルバム。
1997年、市川準監督の映画「東京夜曲」の主題歌に、高田の「さびしいといま」が使われる。これは『渡』に収録されていた楽曲だが、シングルカットもされた。また、小林政広監督の映画「とどかずの町で Northern Song」に出演。小林政広は、かつて林ヒロシという芸名で音楽活動をしており、高田の弟子である。
1998年、『笑っていいとも!』の「テレフォンショッキング」に出演。井上陽水からのお友達紹介で、高田は鈴木慶一を紹介した。三日後には遠藤賢司（遠藤賢司は曽我部恵一が紹介した）が出演。後日、井上、タモリと銀座酒席をもうける。金城恵子とのデュエットで、「よろん小唄（十九の春） / ラッパ節」をリリース。「Mushroom a Go Go!」に怖とのデュエットで、大瀧詠一のカバーである「それはぼくじゃないよ」に参加。西岡恭蔵の妻で作詞家のKUROのトリビュート盤『KUROちゃんを歌う』に「Good Night」で参加。
1999年、佐渡山豊や大工哲弘とともに、山之口貘の詩を歌った楽曲をまとめたアルバム『貘』をリリース。「やっと貘さんに逢えた様な気がしています」とコメントする。二枚組のライヴアルバム『ベストライブ』をリリース。小林政広の「海賊版＝BOOTLEG FILM」の音楽と主題歌を担当。

### 2000年代前半
2000年、友部正人プロデュースの詩の朗読のアルバム『no media1』に、「今日はとても良い日だ」で参加。
2001年、『日本に来た外国詩…。』リリース。佐藤GWAN博のアルバム『星空』に参加。唯一のエッセイ集「バーボン・ストリート・ブルース」を刊行。
2004年、高田の日常とライヴ映像を撮影したドキュメンタリー映画「タカダワタル的」が公開される。『高田渡トリビュート』に1曲のみ参加。このときの「調査節」が最後の録音となる。
2005年4月3日、北海道白糠町でのライブ終了後に倒れ、隣の釧路市内の病院に入院。同月16日午前1時22分、入院先の病院で心不全により死去した。56歳没。葬儀のミサはカトリック吉祥寺教会で執り行われ、筑紫哲也が葬儀委員長を務めた。小金井公会堂で開かれた「高田渡を送る会」では、多くのミュージシャンや俳優、アーティストたちがひとりずつ壇上に上がり、歌を歌ったり思い出を語った。出演者は、シバ、柄本明、高田漣、笑福亭鶴瓶、加川良、なぎら健壱、坂崎幸之助、中山ラビ、井上陽水、遠藤賢司、山崎ハコ、シーナ＆ロケッツ、杉田二郎、みなみらんぼう、スズキコージほか多数。

### 2000年代後半・死後
2006年、『高田渡 高田漣 27/03/03』がリリース。
2008年、「タカダワタル的」に続くドキュメンタリー映画「タカダワタル的ゼロ」公開。2001年の大晦日にザ・スズナリで行われた泉谷しげるとのライブ映像が中心となっている。さまざまな時期のライブ録音を収録したアルバム『高田渡、旅の記録 上巻』リリース。
2009年、『高田渡、旅の記録 下巻』がリリース。
2012年、『ゴールデン☆ベスト』が発売され、コアなファンでないリスナーにも高田の歌が届きやすくなる。

## ディスコグラフィ

### シングル
| 発売日                           | 面  | タイトル                                                         | 規格 | 規格品番   |
| URC                              | URC | URC                                                              | URC  | URC        |
| -------------------------------- | --- | ---------------------------------------------------------------- | ---- | ---------- |
| 1969年4月                        | A   | 大・ダイジェスト版三億円強奪事件の唄                             | EP   | URS-0004   |
| 1969年4月                        | B   | 大・ダイジェスト版三億円強奪事件の唄 -実況録音・東京労音例会にて | EP   | URS-0004   |
| 1969年6月                        | A   | 転身                                                             | EP   | URS-0005   |
| 1969年6月                        | B   | 電車問題                                                         | EP   | URS-0005   |
| 1969年12月                       | A   | 自衛隊に入ろう                                                   | EP   | URS-0021   |
| 1969年12月                       | B   | 東京フォークゲリラの諸君達を語る                                 | EP   | URS-0021   |
| 1970年                           | A   | 大ダイジェスト盤 三億円強奪事件の唄                              | EP   | URO-1001   |
| 1970年                           | B   | 砂漠                                                             | EP   | URO-1001   |
| ベルウッド / キングレコード      |     |                                                                  |      |            |
| 1971年5月20日                    | A   | 自転車にのって                                                   | EP   | BS-1383    |
| 1971年5月20日                    | B   | 珈琲不唱歌（コーヒーブルース）                                   | EP   | BS-1383    |
| 1973年8月                        | A   | 当世平和節                                                       | EP   | OF-13      |
| 1973年8月                        | B   | 火吹竹                                                           | EP   | OF-13      |
| 徳間ジャパンコミュニケーションズ |     |                                                                  |      |            |
| 1983年11月                       | A   | 酒が飲みたい夜は                                                 | EP   | CMA-2051   |
| 1983年11月                       | B   | 自衛隊に入ろう                                                   | EP   | CMA-2051   |
| アゲント・コンシピオ             |     |                                                                  |      |            |
| 1997年6月18日                    | 1   | さびしいと いま                                                  | CD   | AGCA-50002 |
| 1997年6月18日                    | 2   | ブラザー軒                                                       | CD   | AGCA-50002 |
| B/C RECORD                       |     |                                                                  |      |            |
| 1998年4月1日                     | 1   | よろん小唄（十九の春）                                           | CD   | BCD-3      |
| 1998年4月1日                     | 2   | ラッパ節                                                         | CD   | BCD-3      |
| Super Fuji Discs                 |     |                                                                  |      |            |
| 2017年8月9日                     | A   | 自転車にのって                                                   | EP   | FJEP-1004  |
| 2017年8月9日                     | B   | 珈琲不唱歌（コーヒーブルース）                                   | EP   | FJEP-1004  |

### アルバム

#### オリジナル・アルバム
| 発売日                           | タイトル                 | レーベル                         | 規格  | 規格品番   | 備考                             |
| URC                              | URC                      | URC                              | URC   | URC        | URC                              |
| -------------------------------- | ------------------------ | -------------------------------- | ----- | ---------- | -------------------------------- |
| 1969年2月                        | 高田渡 / 五つの赤い風船  | URC                              | LP    | URL-1001   |                                  |
| 1977年                           | 高田渡 / 五つの赤い風船  | URC                              | LP    | UX-8020    |                                  |
| 1980年                           | 高田渡 / 五つの赤い風船  | SMS Records                      | LP    | SM20-4107  |                                  |
| 1989年                           | 高田渡 / 五つの赤い風船  | Kitty Records                    | CD    | H25K25006  |                                  |
| 1995年                           | 高田渡 / 五つの赤い風船  | 東芝EMI                          | CD    | TOCT-8950  |                                  |
| 1998年                           | 高田渡 / 五つの赤い風船  | 東芝EMI                          | CD    | TOCT-10463 | 紙ジャケット仕様。               |
| 2002年                           | 高田渡 / 五つの赤い風船  | Avex Io                          | CD    | IOCD-40015 |                                  |
| 2005年                           | 高田渡 / 五つの赤い風船  | Avex Io                          | CD    | IOCD-40090 |                                  |
| 2005年                           | 高田渡 / 五つの赤い風船  | Avex Io                          | CD    | IOCD-40098 |                                  |
| 2009年5月20日                    | 高田渡 / 五つの赤い風船  | ポニー・キャニオン               | UHQCD | PCCA-50121 |                                  |
| 2020年2月19日                    | 高田渡 / 五つの赤い風船  | ポニー・キャニオン               | CD    | PCCA-4916  |                                  |
| 1969年10月                       | 汽車が田舎を通るそのとき | URC                              | LP    | URL-1009   |                                  |
| 1977年                           | 汽車が田舎を通るそのとき | URC                              | LP    | UX-8015    |                                  |
| 1995年                           | 汽車が田舎を通るそのとき | 東芝EMI                          | CD    | TOCT-8949  |                                  |
| 2017年4月26日                    | 汽車が田舎を通るそのとき | Greenwood Records                | UHQCD | GRCL-6068  |                                  |
| 2018年3月21日                    | 汽車が田舎を通るそのとき | ポニー・キャニオン               | LP    | PCJA-00075 |                                  |
| 2018年3月21日                    | 汽車が田舎を通るそのとき | ポニー・キャニオン               | CT    | PCTA-290   |                                  |
| ベルウッド / キングレコード      |                          |                                  |       |            |                                  |
| 1971年6月1日                     | ごあいさつ               | キングレコード                   | LP    | SKD-1002   |                                  |
| 1973年                           | ごあいさつ               | ベルウッド                       | LP    | OFL-18     |                                  |
| 1979年                           | ごあいさつ               | ベルウッド                       | LP    | SKM-7022   |                                  |
| 1990年                           | ごあいさつ               | ベルウッド                       | CD    | KICS 2017  |                                  |
| 1995年4月5日                     | ごあいさつ               | ベルウッド                       | CD    | KICS 8119  |                                  |
| 2000年2月4日                     | ごあいさつ               | ベルウッド                       | CD    | KICS 8810  |                                  |
| 2001年                           | ごあいさつ               | ベルウッド                       | LP    | BZJS-5008  |                                  |
| 2007年5月25日                    | ごあいさつ               | Super Fuji Discs                 | CD    | FJSP-3     | 紙ジャケット仕様。               |
| 2012年10月3日                    | ごあいさつ               | ベルウッド                       | CD    | KICS 2570  | 2012年デジタル・リマスタリング版 |
| 2014年12月10日                   | ごあいさつ               | ベルウッド                       | LP    | KIJS-90014 |                                  |
| 2017年9月20日                    | ごあいさつ               | キングレコード                   | UHQCD | KICS-2629  | 2017年デジタル・リマスタリング版 |
| 1972年4月25日                    | 系図                     | ベルウッド                       | LP    | OFL-2      |                                  |
| 1979年                           | 系図                     | ベルウッド                       | LP    | SKM-7023   |                                  |
| 1990年                           | 系図                     | ベルウッド                       | CD    | KICS 2018  |                                  |
| 1995年4月5日                     | 系図                     | ベルウッド                       | CD    | KICS 8120  |                                  |
| 2000年2月6日                     | 系図                     | キングレコード                   | CD    | KICS-8818  |                                  |
| 2007年5月25日                    | 系図                     | Super Fuji Discs                 | CD    | FJSP-4     | 紙ジャケット仕様。               |
| 2012年10月3日                    | 系図                     | ベルウッドレコード               | CD    | KICS 2552  | 2012年デジタル・リマスタリング版 |
| 2017年9月20日                    | 系図                     | キングレコード                   | UHQCD | KICS-2630  | 2017年デジタル・リマスタリング版 |
| 1973年6月25日                    | 石                       | ベルウッド                       | LP    | OFL-11     |                                  |
| 1979年                           | 石                       | ベルウッド                       | LP    | SKM-7024   |                                  |
| 1990年                           | 石                       | ベルウッド                       | CD    | KICS 2019  |                                  |
| 1995年4月5日                     | 石                       | ベルウッド                       | CD    | KICS 8121  |                                  |
| 2000年2月6日                     | 石                       | キングレコード                   | CD    | KICS-8819  |                                  |
| 2007年5月25日                    | 石                       | Super Fuji Discs                 | CD    | FJSP-5     | 紙ジャケット仕様。               |
| 2012年10月3日                    | 石                       | ベルウッドレコード               | CD    | KICS 2563  | 2012年デジタル・リマスタリング版 |
| 2017年9月20日                    | 石                       | キングレコード                   | UHQCD | KICS-2631  | 2017年デジタル・リマスタリング版 |
| フィリップス・レコード           |                          |                                  |       |            |                                  |
| 1976年3月                        | FISHIN' ON SUNDAY        | フィリップスレコード             | LP    | FW-5008    |                                  |
| 2003年1月22日                    | FISHIN' ON SUNDAY        | 徳間ジャパンコミュニケーションズ | CD    | TKCA-72496 |                                  |
| Climax Records                   |                          |                                  |       |            |                                  |
| 1983年                           | ねこのねごと             | Climax Records                   | LP    | CMC-2514   |                                  |
| 1989年                           | ねこのねごと             | Japan Record                     | CD    | 23JC-460   |                                  |
| 2003年1月22日                    | ねこのねごと             | 徳間ジャパンコミュニケーションズ | CD    | TKCA-72497 |                                  |
| 徳間ジャパンコミュニケーションズ |                          |                                  |       |            |                                  |
| 1993年5月25日                    | 渡                       | 徳間ジャパンコミュニケーションズ | CD    | TKCA-70074 |                                  |
| 2020年10月28日                   | 渡                       | 徳間ジャパンコミュニケーションズ | UHQCD | TKCA-10525 |                                  |
| アゲント・コンシピオ             |                          |                                  |       |            |                                  |
| 2001年4月21日                    | 日本に来た外国詩…。      | アゲント・コンシピオ             | CD    | AGCA-1002  |                                  |

#### ベスト・アルバム
- 高田渡BOX（2004年2月25日、ベルウッド / キングレコード、BZCS-9004/6）
- タカダワタル的（2004年6月12日、アルタミラミュージック、AM-1001/2）
- タカダワタル的（追悼愛蔵盤）（2005年4月30日、アルタミラミュージック、AM-1001A）
- 高田渡アンソロジー（2006年3月29日、avex io、IOCD-40120）
- ゴールデン☆ベスト（2012年11月28日、ウルトラ・ヴァイヴ、CDSOL-1501）
- イキテル・ソング〜オールタイム・ベスト〜（2015年4月15日、キングレコード、KICS-3177）

#### ライブ・アルバム
- Best Live（1999年1月20日、アゲント・コンシピオ、AGCA10014）
- 高田渡 高田漣 27/03/03（2006年4月12日、Long Happiness、HRAD-00011）-　高田漣と
- 高田渡、旅の記録 上巻（2008年5月10日、アルタミラミュージック、AM-9/10）
- 高田渡、旅の記録 下巻（2009年5月20日、アルタミラミュージック、AM-11）
- ロック・ソサエティ・ウラワ (1973 第2回RSU音楽祭)（2019年12月18日、Super Fuji Discs、FJ-161）

### バンド名義
※　武蔵野タンポポ団は、『武蔵野タンポポ団』を参照。
| 発売日               | タイトル                         | 規格                 | 規格品番             | 備考                 |
| フォーライフレコード | フォーライフレコード             | フォーライフレコード | フォーライフレコード | フォーライフレコード |
| -------------------- | -------------------------------- | -------------------- | -------------------- | -------------------- |
| 1977年9月            | ヴァーボン・ストリート・ブルース | LP                   | FLL-5013             |                      |
| 1992年11月20日       | ヴァーボン・ストリート・ブルース | CD                   | FLCF-222192          |                      |
| 2008年4月16日        | ヴァーボン・ストリート・ブルース | CD                   | FLCF-4229            | 紙ジャケット仕様。   |

### 参加作品
- 早川義夫「かっこいいことはなんてかっこ悪いんだろう」（1969年、URC）シャンソン（作詞）
- 岡林信康「岡林信康コンサート」（1970年、URC）
- 「春一番コンサート・ライブ!」（1972）
- 「唖蝉坊は生きている」（1973年、ベルウッド / キングレコード）
- 岩井宏「30才」（1973年、ベルウッド / キングレコード）小さな歯車に油をさそう（作詞）
- 加川良「アウト・オブ・マインド」（1974年、ベルウッド / キングレコード）子守唄を歌えない親父達のために（vocal）
- 小室等「70年9月16日 小室等コンサート」（1975年、ベルウッド / キングレコード）
- なぎらけんいち
  - 「さすらいのばくち打ち」（1976年、ワーナー・パイオニア）
  - 「永遠の絆 なぎらけんいちリサイタル LIVE AT 日本青年館」（1976年、ワーナー・パイオニア）
- 「1974 HOBO'S CONCERTS ～見えないボールを投げる～」（1976年）
- さとう宗幸「バラ色の人生」（1976年、自主制作盤）
- 岡林信康「幻のフォークライブ傑作集 岡林信康ファースト・コンサート ”MOVEMENT”」（1979年、URC / SMS Record）「自衛隊に入ろう」
- 「ASAKUSA DOWN TOWN FESTIVAL 1982.3.31～4.11」（1982年、ツーパーワンレコード）
- 「武蔵野フォークジャンボリー'84」（1984）
- 「武蔵野フォークジャンボリー'85」（1986）
- 「Mushroom a Go Go!」（1998年、HOREN）それはぼくぢゃないよ（vocal）
- 「KUROちゃんをうたう」（1998年、ユニバーサルミュージック）Good Night（vocal）
- 「貘」（1999年、B/C RECORD）（vocal/Guitar/監修）
- 「no media 1」（2000年、ミディ）今日はとても良い日だ（詩の朗読）
- 佐藤GWAN博「星空」（2001年、Seals Records）
- オクノ修「帰ろう」（2001年、Friends Label）ライナーノーツ
- シバ「シバ、高田渡を歌う」（2003年、Seals Records）ライナーノーツ
- 「高田渡トリビュート」（2004年 ）調査節（vocal）
- はっぴいえんどBOX（2004年）自転車に乗って（Vocal/Guitar）
- 佐久間順平「最初の花」（2004年、Ren's records）ライナーノーツ
- 「春一番ライブ '72」（2004）
- 「春一番ライブ '73」（2004）
- 「春一番ライブ '74」（2004）
- 「春一番ライブ '75/'76」（2004）
- 「春一番ライブ '77/'78」（2004）

## 書籍

### 著書
- 個人的理由
- バーボン・ストリート・ブルース（2001年 山と渓谷社 / 2008年 ちくま文庫）
- マイ・フレンド: 高田渡青春日記 1966-1969（2015年 河出書房新社）

### インタビュー・対談など
- 「高田渡（新譜ジャーナル別冊）」（自由国民社）
- 「高田渡の世界（新譜ジャーナル別冊）」（1974年 自由国民社）
- 長谷川集平「絵本未満」（1990年 大和書房）
- ゲッツ板谷「わらしべ偉人伝」（2003年 扶桑社）
- 「ぐるり 創刊号」（2004年 ビレッジプレス）
- 「たのしい中央線」（2005年 太田出版）
- 「酔客万来」（2007年 2012年 酒とつまみ社）
- 「松本隆対談集 風街茶房 1971-2004」（2017年 立東舎）

### 連載していた雑誌
- 新譜ジャーナル
- 月刊カメラマン

### 高田渡について語られている本
- 三橋一夫ほか「われらフォーク世代」（1975年 荒地出版社）
- 友部正人「ジュークボックスに住む詩人 2」（2007年 思潮社）
- なぎら健壱「日本フォーク私的大全」（1995年 筑摩書房 / 1999年 ちくま文庫）
- 筑紫哲也「旅の途中―ジャーナリストとしての私をつくった３９人との出会い」（2005年 朝日新聞出版）
- 「アコースティックギターマガジン Vol.27 」（2006年 リットーミュージック）
- 「高田渡読本（CDジャーナルムック）」（2007年5月 音楽出版社）
- 本間健彦「高田渡と父・豊の『生活の柄』」（2009年12月 社会評論社)
- 「こだわり人物伝 2010年2月-3月（NHK知る楽/水）」（2010年1月 NHK出版）
- 「雲遊天下 121 特集：高田渡と」（2015年 ビレッジプレス）
- 本間健彦「高田渡と父・豊の『生活の柄』--増補改訂版」（2016年5月 社会評論社）
- 「雲遊天下 125 特集：高田渡の夜」（2017年 ビレッジプレス）
- なぎら健壱「高田渡に会いに行く」（2021年 駒草出版）
- 高田漣「ギターというモノ／ギタリストというヒト　プルースト、ベイトソン、ソンタグ、高田渡」（2022年 DU BOOKS）

## 映画
- 吉祥寺発・赤い電車（1972年）出演
- 吉祥寺夢影（1991年）出演
- とどかずの町で Northern Song（1997年）出演
- 海賊版＝BOOTLEG FILM（1999年）音楽・主題歌
- 赤い橋の下のぬるい水（2001年）出演
- タカダワタル的（2004年）出演・音楽
- フリック（2004年）出演・主題歌
- タカダワタル的ゼロ（2008年）出演・音楽
- まるでいつもの夜みたいに（2017年）出演・音楽

## 関連人物
- 加川良
- 金子光晴
- 山之口貘
- 添田唖蝉坊
- 添田知道

- ブルーグラス